# 扶箕
扶箕（ふき）とは中華圏で行われる占いの一種。20世紀初頭の清末期において扶乩（ふけい）がみえ、フーチとも称された。扶鸞（ふらん）ともいい、一般にはフーチー(fú-jī)と呼ばれる。

## 概要
扶箕は筆記具の動きを観察して神仙からの託宣を読み解く占卜法であり、日本のコックリさんや西洋のウィジャボードと同様の、自動現象を利用したシャーマニズムの一種と考えられている。扶箕を行うことで得られる託宣を乩示といい、詩文になったものを乩文ともいう。
通説では、現代に連なる扶箕の起源は六朝時代の紫姑神伝説に遡ることができる。唐代には紫姑神は占卜の審判者として神曹から人間界に派遣された神であるという信仰があり、紫姑神を人形や依り代に降神させる巫覡が行われた。宋代以降になって乩筆、柳乩と呼ばれる木製の筆記具を使用するようになり、壇を祭り、霊符を焼くなど道教的な要素が取り入れられて扶箕の作法が整うようになる。明代には関帝など道教の信仰対象の神々を降ろすことが普遍的となり、扶箕と道教は結合した関係となった。
一方で、宗教共同体によっては神仙に限らず、伝説や歴史上の人物、近親の死者・祖先など降ろした。清代にはキリストやナポレオンなど古今東西の偉人を乩示した事例も多い。扶箕は広く普及していたため禁止されることはなかったが、邪教化した扶箕組織は取締りの対象となった。そのため、各団体では邪教に陥らないための壇則を設け、神聖な宗教儀礼の維持に努めた。
扶箕は文字文章によって乩示が行われることから、宋代には読書人や文人など上流知識層を主体として行われた。明代以降には郷紳など主体とした庶民の宗教共同体で行われる場合や、婦女子の社交的遊戯として流行するなど、社会階層に関わらず行われるようになった。人びとは扶箕を詩作・作文・書画の揮毫や、科挙課題の予想・合否占い、昇進、失せ物探しなどに利用した。
中国本土では文化大革命以後に巫覡に類する民間信仰は壊滅状態となったが、台湾・香港・シンガポールといった華人の文化圏では今日でも扶箕が行われており、ベトナムのカオダイ教にも扶乩に似た神意をうかがう儀礼が存在する。

## 方法

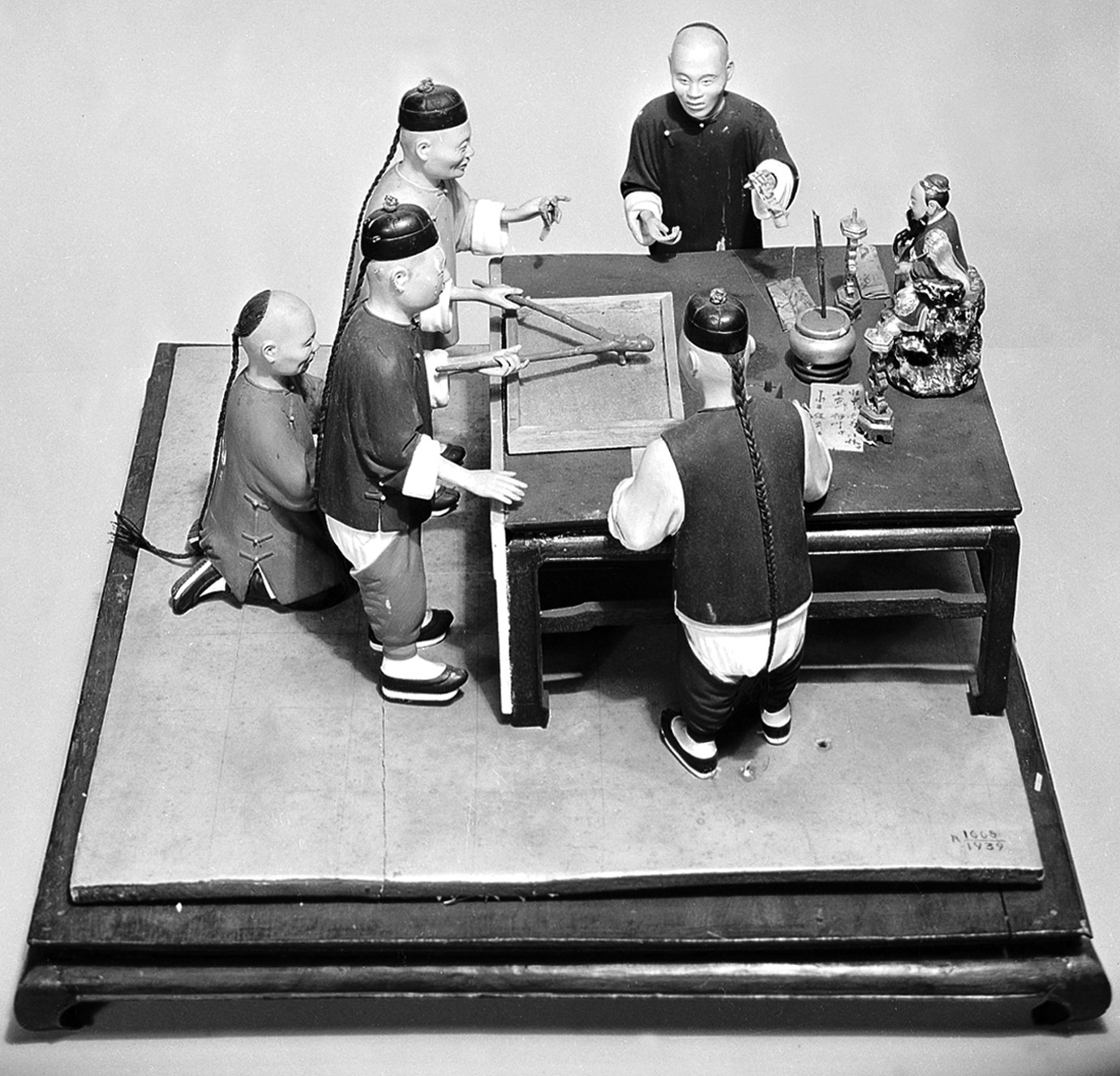
扶箕儀礼のモデル

扶箕の方法は幾つかあるが、一般的にはV字状もしくは丁字状の枝の基部を龍首、もしくは鸞首の形に作り、首の底に木筆を取り付けた乩筆という筆記具で、砂を平らに盛った沙盤に文字を書く。乩筆は鸞手と呼ばれる術士1人もしくは2人によって保持される。鸞手には正副があり、助手に当たる鸞手は砂を適宜均して文字を見やすくする役目も果たす。霊符を燃やすなどの供犠を行い文字が書かれ始めると、唱鸞と呼ばれる宣者が託宣を読み上げ、録鸞と呼ばれる記録者が記録する。
乩壇は降ろす神や請問の内容に応じて設けられ、概ね6種類の壇がある。乩神が降りるときは先ず自らの神名を名乗り、壇の特徴に応じた乩示がなされる。

## 扶箕系結社
近・現代の中国では、扶箕によって降ろされた託宣を指針として社会活動を行う結社が大小無数に組織された。そうした結社は一般には「乩壇」「鸞堂」と通称されるが、規模の大きい結社は「善堂」と呼ばれることが多い。多くの結社は素封家など地域エリートが主体となって、自ら善を修め他人にも善い行いを勧める事を使命とした。諸仏神仙の教えを教化するため、扶箕の結果を編集した書籍を善書として配布したり、文字の読めない人びとに口頭で説明したりした。また、救済事業として医薬品の提供、扶箕を利用した医療相談などがある。